# 김동찬 (1965년)
김동찬(金東贊, 1965년 3월 19일 ~ )은 대한민국의 정치인이다. 광주 북구의원, 광주광역시의원을 지냈다.

## 학력
- 여수율촌남초등학교
- 여수율촌중학교
- 순천금당고등학교
- 한국외국어대학교 대학원 석사
- 전남대학교 대학원 박사과정 수료

## 경력
- 2006.07 ~ 2010.06 : 제5대 광주광역시 북구의회 의원
- 2010.07 ~ 2014.04 : 제6대 광주광역시 북구의회 의원
  - 2012.07 ~ 2014.04 : 제6대 광주광역시 북구의회 후반기 부의장
- 2014.07 ~ 2018.06 : 제7대 광주광역시의회 의원
  - 2014.07 ~ 2016.06 : 제7대 광주광역시의회 전반기 부의장
- 2018.07 ~ 2021.12: 제8대 광주광역시의회 의원
  - 2018.07 ~ 2020.06: 제8대 광주광역시의회 전반기 의장
- 2022.01 ~ 2023.06: 광주광역시상생일자리재단 대표이사

## 역대 선거 결과
|  | 18.63% |

|  | 20.72% |

|  | 66.49% |

|  | 0% |